# Hamwiede
Hamwiede è una frazione (Stadtteil) della città di Walsrode, nel land della Bassa Sassonia, in Germania.

## Storia
Già comune autonomo nel circondario di Fallingbostel, fu soppresso e incorporato a Walsrode il 1º marzo 1974.